# Стивен (город, Миннесота)
Стивен (англ. Stephen) — город в округе Маршалл, штат Миннесота, США. На площади 2,1 км² (2,1 км² — суша, водоёмов нет), согласно переписи 2002 года, проживают 708 человек. Плотность населения составляет 334 чел./км².
- Телефонный код города — 218
- Почтовый индекс — 56757
- FIPS-код города — 27-62698[1]
- GNIS-идентификатор — 0652619[2]